# Sumner (Mississippi)
Sumner ist eine Kleinstadt (Town) im Tallahatchie County des US-Bundesstaats Mississippi in den Vereinigten Staaten von Amerika. Das U.S. Census Bureau hat bei der Volkszählung 2020 eine Einwohnerzahl von 278 ermittelt.
Summer ist neben Charleston einer der beiden Verwaltungssitze (County Seat) des Countys.

## Geographie

### Geographische Lage
Sumner liegt im Nordwesten des Bundesstaats Mississippi im Mississippi-Delta am Oberlauf des Tallahatchie Rivers, der hier auch Little Tallahatchie River genannt wird. Der im Ortsgebiet gelegene Flussarm trägt umgangssprachlich den Namen Cassidy Bayou. Das ehemalige Überflutungsgebiet beiderseits des Flusses ist, wie die gesamte Region bis zum etwa 50 km westlich gelegenen Mississippi, als Schwemmlandschaft überwiegend flach. Die fruchtbaren Böden werden seit Ende des 19. Jahrhunderts intensiv landwirtschaftlich genutzt, vor allem zum Baumwollanbau.

### Nachbarorte
Die Kleinstadt Webb liegt etwa drei Kilometer südöstlich von Sumner. Richtung Nordwesten folgen nach rund acht Kilometern Tutwiler und nach etwa 30 km das regionale Zentrum Clarksdale. Der zweite County Seat des Tallahatchie Countys, Charleston, befindet sich gut 35 km östlich von Sumner.  Die nächste Großstadt ist das etwa 150 km nördlich gelegene Memphis.

## Geschichte
Etwa im 17. Jahrhundert konsolidierten sich verschiedene Indianervölker in der dünn besiedelten sumpfigen Mississippi-Delta-Region schrittweise zum Choctaw (Chahta)-Stamm. Mit dem zunehmenden Einfluss und Zuzug europäischstämmiger Siedler traten die Choctaw ab 1796 in mehreren Verträgen Land ab, zuletzt 1830 mit dem Vertrag von Dancing Rabbit Creek. Im Gebiet des heutigen Orts Sumner wurden ab etwa 1870 Flächen durch mehrere Familien urbar gemacht. Einer der ersten Siedler war Joseph Burton Sumner, der 1872 oder 1873 aus Alabama in die Region kam und neben einer Landwirtschaft 1885 eine Gemischtwarenhandlung eröffnete. Ein 1891 darin eingerichtetes Postamt erhielt den Namen Sumner, der auch für den kleinen Ort verwendet wurde.
Am 26. Februar 1900 erhob der Staat Mississippi den Ort Sumner zur Town. Joseph Sumner wurde im selben Jahr zum ersten Bürgermeister gewählt. 1902 wurde der Ort zu einem der beiden Verwaltungssitze des Tallahatchie Countys. Auf einem durch Joseph Sumner gestifteten Grundstück wurde 1903 ein Courthouse gebaut, das allerdings im September 1908 abbrannte und anschließend von 1909 bis 1910 neu errichtet wurde. Im September 1955 wurde dort der Gerichtsprozess gegen zwei der Ermordung des 14-jährigen Schwarzen Emmett Till beschuldigte weiße Männer verhandelt. Das seit 6. März 2007 im National Register of Historic Places geführte Courthouse beherbergt ein Museum über Emmet Till, den Mordprozess und dessen Auswirkungen auf die Bürgerrechtsbewegung. Seit 2023 ist das Courthouse Teil vom Emmett Till and Mamie Till-Mobley National Monument.
Ab 1908 wurde in Sumner eine Wochenzeitung namens The Herald Progress herausgegeben, die spätestens 1916 in The Sumner Sentinel umbenannt wurde und bis zum 28. Juni 1973 erschien.
Wirtschaftlich war Sumner nach Abholzung der meisten Wälder auf den Anbau von Baumwolle durch Sharecropper und Landpächter sowie deren Weiterverarbeitung und Transport ausgerichtet. Zur Beförderung stand seit Ende der 1880er-Jahre eine durch die Louisville, New Orleans and Texas Railway errichtete und 1892 von der Yazoo & Mississippi Valley Railroad der Illinois Central Railroad übernommene Bahnstrecke zur Verfügung, die das Ortsgebiet von Clarksdale im Nordwesten kommend Richtung Greenwood im Südosten querte. Eine Hauptstraße, heute Teil des U.S. Highway 49, wurde auf derselben Relation erbaut.
Gemäß USCB-Schätzung von 2019 liegt das mittlere jährliche Haushaltseinkommen in Sumner mit 43.462 Dollar über dem regionalen Durchschnitt. Etwa 20,8 % der Einwohner haben ein Einkommen unterhalb der Armutsgrenze. 55,8 % der Einwohner identifizieren sich selbst als weiß, 38,6 % als schwarz.

## Infrastruktur

### Verkehr

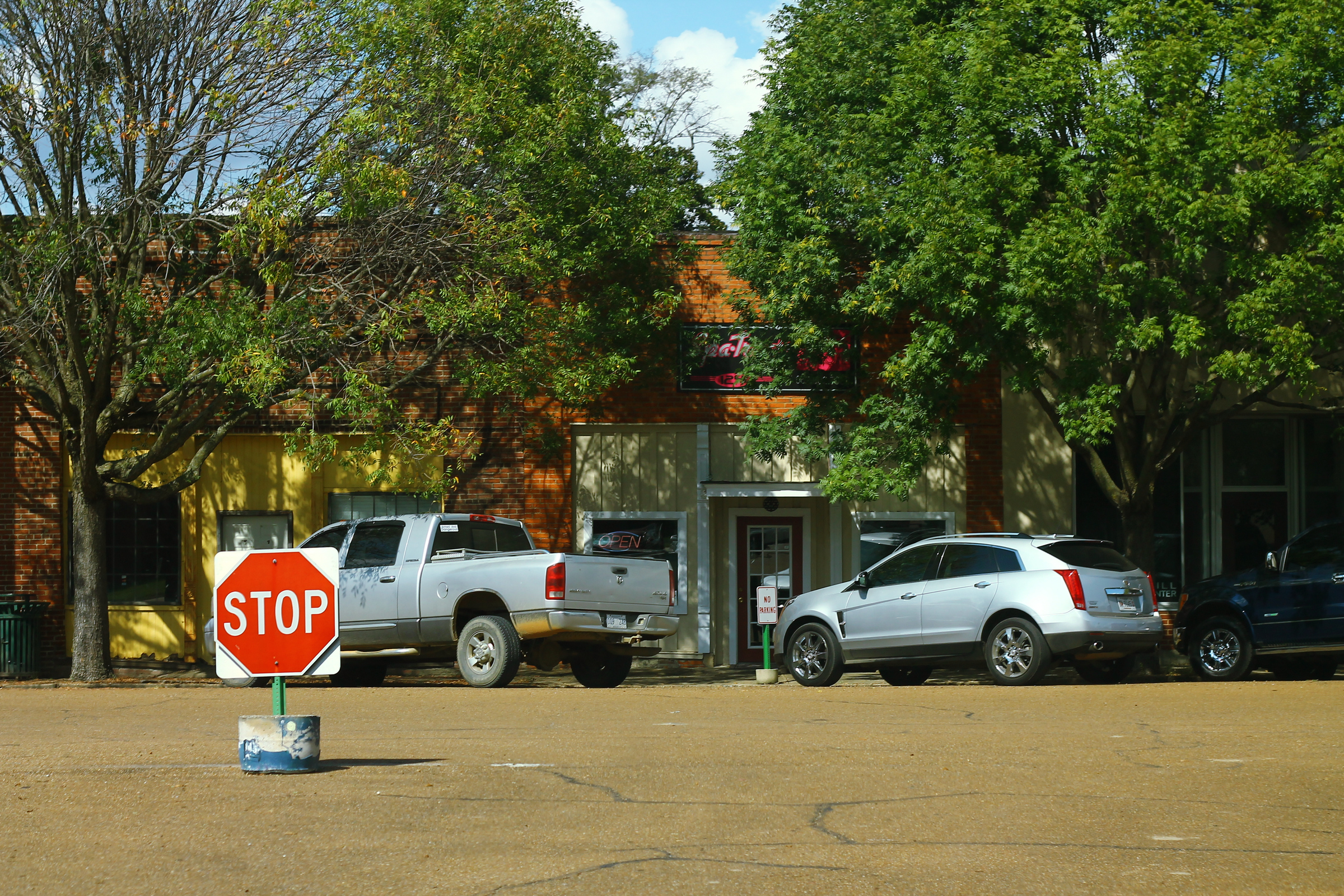
Ortszentrum von Sumner

U.S. Highway 49 führt in Südost-Nordwest-Richtung durch Sumner. Mississippi Highway 32 verläuft durch das Gebiet des Nachbarorts Webb in Südwest-Nordost-Ausrichtung. Der nächstgelegene Interstate Highway ist Interstate 55 bei Oakland, gut 50 km östlich von Sumner.
ÖPNV existiert nicht in Sumner. Die Bahnstrecke durch Sumner wird seit Mitte des 20. Jahrhunderts ausschließlich im Güterverkehr genutzt, seit 1985 durch die Mississippi Delta Railroad der Gulf & Ohio und seit 2019 durch die Mississippi Delta Railroad der Chicago, Rock Island and Pacific Railroad.

### Bildung
Sumner liegt im Schulsprengel des West Tallahatchie School District. Zwei der drei Schulen des Districts, die R.H. Bearden Elementary School und die North Delta Alternative School, liegen in Sumner; die West Tallahatchie High School in Webb.